# 생비량초등학교
생비량초등학교는 대한민국 경상남도 산청군 생비량면 도리에 있는 공립 초등학교이다.

## 학교 연혁
- 1931년 5월 24일 생비량공립보통학교(4년제) 개교
- 1937년 3월 31일 6년제로 개편
- 1938년 4월 1일 생비량공립심상소학교로 개칭[1]
- 1941년 4월 1일 생비량공립국민학교로 개칭[2]
- 1950년 4월 1일 생비량국민학교로 교명 변경[3]
- 1973년 11월 14일 전국 국민학교 배구대회 준우승
- 1978년 8월 6일 현대식 건물 준공
- 1983년 3월 1일 병설유치원 개원
- 1996년 3월 1일 생비량초등학교로 개칭[4]
- 1999년 3월 1일 송계분교장 통합
- 2017년 2월 16일 제82회 졸업장 수여식 (남3, 여2, 계 5명). 졸업생 누계 2,962명

## 학교 상징
- 교화 - 목련 : 탐스러운 꽃과 은은한 향기를 지녔으며 꽃봉오리가 붓끝을 닮아 목필로 불리는 목련의 겨울을 이겨내는 인내는 극기, 숭고한 정신과 우애를 상징한다.
- 교목 - 느티나무 : 강인한 의지와 발전(억센 줄기), 조화된 질서와 화목(고른 가지), 예의바른 생비량 어린이(단정한 잎들)

## 참고 자료
- 생비량초등학교 - 한국교육학술정보원 학교알리미